# لیزا رندلند
لیزا رندلند (انگلیسی: Liza Renlund؛ زادهٔ ۲۱ فوریهٔ ۱۹۹۷) بازیکن فوتبال اهل سوئد است.
وی همچنین در تیم‌های ملی فوتبال Sweden women's national under-17 football team، و Sweden women's national under-17 football team، و Sweden women's national under-17 football team، بازی کرده‌است.